# Holmen
Holmen – wieś w Stanach Zjednoczonych, w stanie Wisconsin, w hrabstwie La Crosse.